# Pluma estilográfica

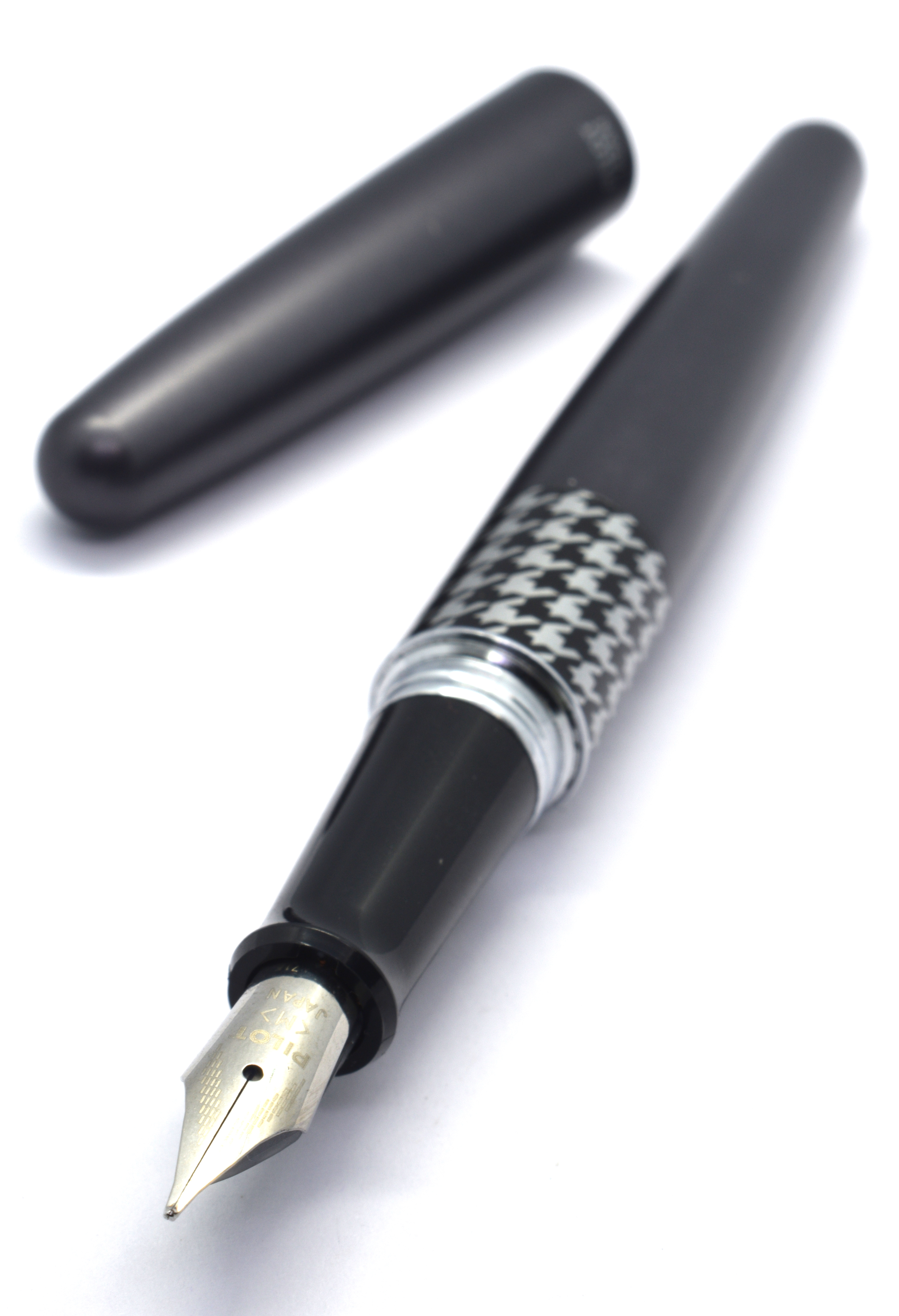
Pluma estilográfica.

Partes de una pluma estilográfica genérica.

Una pluma estilográfica (también llamada estilógrafo o pluma fuente) es un instrumento de dibujo técnico y escritura que contiene un depósito de tinta líquida compuesta principalmente de agua.
La tinta permanece dentro del depósito, debido a la presión atmosférica, y alimenta el plumín (la pieza en contacto con el papel) por capilaridad.

## Historia de la pluma
A Al-Tamimi se le atribuye el invento de la pluma fuente, un elemento fundamental para la caligrafía en el mundo árabe. Con él empiezan los registros de plumas estilográficas, a partir de un tomo que escribió él mismo con su desarrollo técnico: Kitab al-Majalis wa ‘l-musayarat (973 d. C.).El progreso en el desarrollo de una pluma fiable fue lento hasta mediados del siglo XIX, debido a un entendimiento imperfecto del papel que tenía la presión atmosférica en la pluma, y del uso de tintas altamente corrosivas con muchos sedimentos.
Aunque cabe reservar su invención al estenógrafo y grabador español Francisco de Paula Martí a comienzos del siglo XIX, años después el estado francés concedió una patente al inventor rumano Petrache Poenaru, estudiante en París, por el invento de la primera pluma estilográfica con cartucho de tinta reemplazable, en mayo de 1827. A comienzos de la década de 1850 hubo una aceleración de patentes y de producción de estilográficas. Solo después de la introducción de dos inventos claves, las estilográficas se convirtieron en un instrumento popular para la escritura. Estas invenciones fueron el plumín de oro con punta de iridio y la ebonita para la manufactura del cuerpo.
Las primeras estilográficas que incluyeron estos componentes clave aparecieron a mediados del siglo XIX. En los años 1870, Duncan MacKinnon, un canadiense que vivía en Nueva York, y Alonzo T. Cross de Providence (Rhode Island) crearon plumas estilográficas con un plumín hueco y un alambre como válvula. Las plumas estilográficas eran muy usadas para el diseño técnico, hasta que se empezó a producir en masa en los años 1880.
Los productores dominantes en Estados Unidos en este periodo eran Waterman, Plumingo, Wirt, en Nueva York y Bloomsburg (Pensilvania) respectivamente. Waterman pronto sobrepasó a Wirt, junto con muchas compañías que se originaban para rellenar el recién creado mercado de la pluma estilográfica, y se mantuvo como líder de mercado hasta los años 1920.
En ese momento las plumas se recargaban desatornillando una parte del depósito hueco y añadiendo la tinta con un cuentagotas. Este era un sistema lento y ensuciaba mucho. Además, las estilográficas tendían a derramar tinta dentro de los capuchones y en la juntura por donde se abría el depósito para rellenarlo.
Cuando el problema de los materiales había sido superado y el flujo de tinta se había corregido, lo siguiente fue solucionar el método de rellenar y los derrames. Uno de los sistemas de llenado más exitoso fue el de depósito flexible Crescent en 1897 por Conklin, seguido por el de ranura lateral de Waterman. En 1912 Walter A. Sheaffer introdujo el sistema de palanca, paralelamente al sistema de botón de Parker.
Mientras tanto, los inventores dirigían su atención al problema de los escapes. Las primeras soluciones vinieron en forma de una pluma de "seguridad" con un plumín retráctil que permitía que el depósito de tinta fuera tapado como una botella. Uno de los éxitos en esto fue el de Brown de la Caw's Pen and Ink Co. y de Morris W. Moore de Boston. En 1907 Waterman comenzó a comercializar una pluma de seguridad, llegando a ser rápidamente la pluma más vendida de su tipo.
Para las estilográficas sin plumín retráctil, el uso de un capuchón de rosca que sellaba la pluma solucionó con eficacia el problema de los derrames. Estas plumas también eran comercializadas como plumas de seguridad como la Parker Jack Knife Safety y la Swan Safety Screw-Cap.

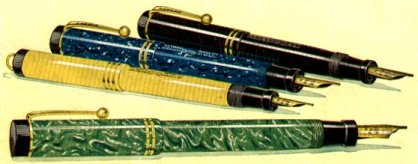
Plumas estilográficas Parker de los años 1920.

En Europa, el alemán Günther Wagner Ruperstinky introdujo la pluma Pelikan en 1929, basada en patentes adquiridas de plumas estilográficas de tinta sólida de la factoría de Slavoljub Eduard Penkala en Croacia. Las siguientes décadas trajeron más avances tecnológicos, como la sustitución de la ebonita por el celuloide, lo que permitía crear plumas con un rango de color y diseño más amplio.
Durante los años 1940 y 1950, las estilográficas aún conservaban su dominio. Los primeros bolígrafos eran caros, con tendencia a los derrames y un flujo irregular de la tinta. En ese periodo aparecieron modelos clásicos como la Parker 51, la Sheaffer Triumph y la Eversharp Skyline.
En los años 1960, gracias a algunas mejoras, los bolígrafos comenzaron a dominar el mercado de la escritura. Sin embargo, las plumas estilográficas de cartuchos recargables todavía eran comunes en países como Alemania o Francia. Otras empresas, como Montblanc, se dirigían a un mercado más selecto, creando plumas como objetos de lujo más que para la escritura diaria.
En la actualidad, las tendencias se centran en plumas estilográficas desechables de vivos colores, con precios asequibles y un sistema de cartuchos como método de relleno.

## Utilización de la estilográfica

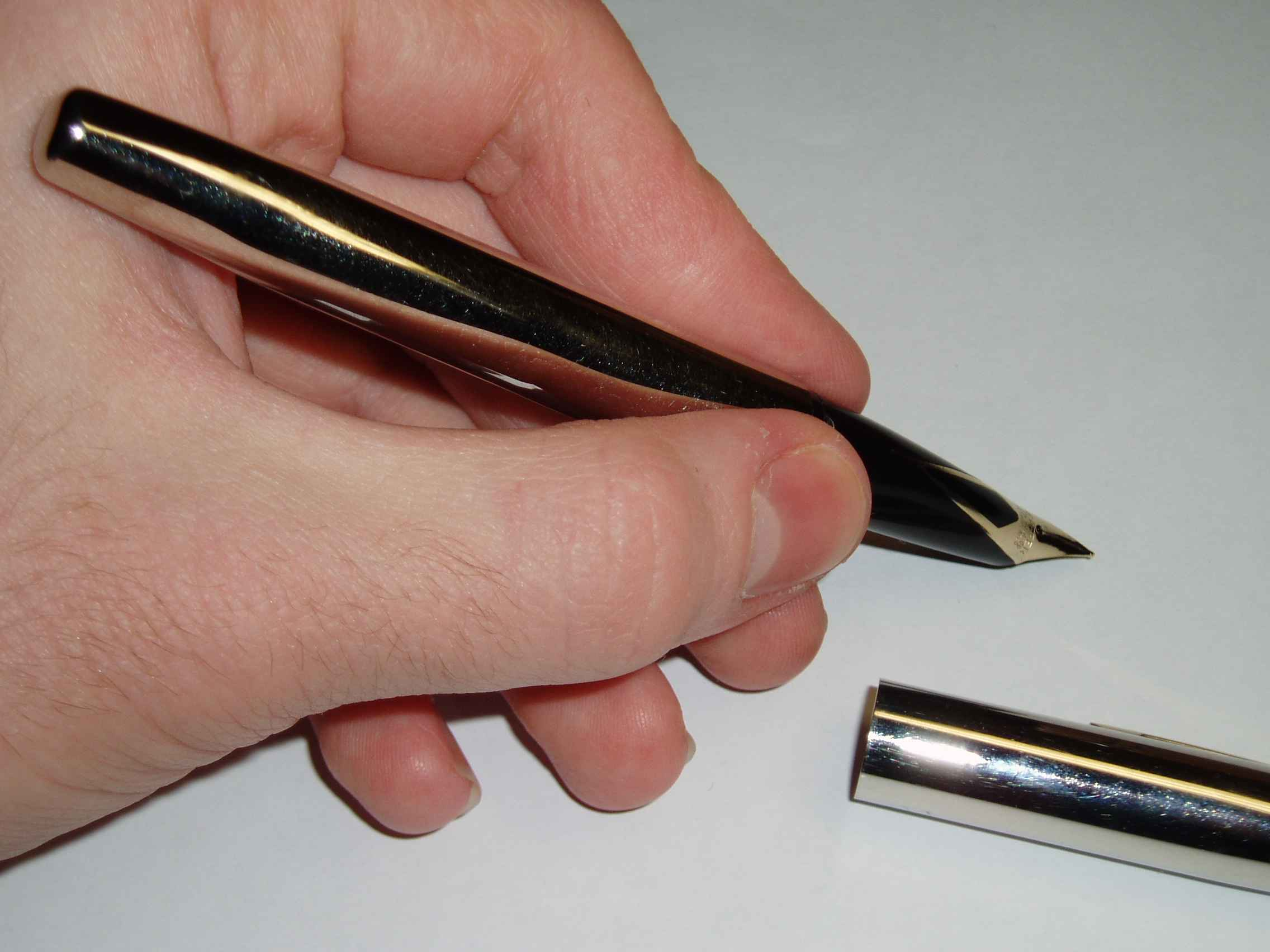
Pluma Sheaffer.

Junto con la producción en masa del lápiz y la introducción del papel, la pluma estilográfica ha sido responsable de una transformación importante en la escritura y los trabajos manuscritos durante el siglo XIX. Fue el precursor de la oficina moderna, que llegaría a finales del siglo XIX y principios del XX, con la introducción de la máquina de escribir y las primeras copiadoras.
La estilográfica, y en menor medida el lápiz, reemplazaron el uso relativamente complicado del portaplumas con plumín (llamado, a veces, palillero), un tipo de pluma sin depósito de tinta que necesitaba ser mojado en el tintero, que se utilizaba para la escritura.
Muchos artistas consideran las plumas estilográficas las mejores herramientas para escribir o dibujar. Algunas desventajas consisten en que son más caras, más difíciles de mantener y más frágiles que los bolígrafos; pero la fluidez y la facilidad con que escriben no han sido superadas hasta el día de hoy.
Las estilográficas requieren menos presión manual al escribir que los bolígrafos. Esto permite sesiones de escritura de mayor duración y más cómodas, por lo tanto de menor fatiga física. Además, se dispone de un catálogo de colores amplísimo en tintas, sin comparación a lo que hay disponible para bolígrafos.
En el campo de la historieta, la pluma ha sido también uno de los materiales de trabajo más importantes, caracterizándose por su línea precisa frente a la "frescura y movimiento que tiene el trazo de pincel". La yuxtaposición regular de líneas más o menos cercanas permite crear la ilusión de tono.
Existen infinidad de modelos de plumas estilográficas. Diferentes marcas, tamaños, materiales, precios y diseños. No es fácil, pues, la selección de una pluma, y menos aún si se elige como regalo para otra persona. El principal aspecto a tener en cuenta es la función que va a realizar la estilográfica: si es para largas sesiones de escritura, sólo para firmas (documentos, bodas, etc.), para dibujar, o como elemento ornamental. En función del destino de la pluma, se ha de tener en cuenta su comodidad para la escritura, su tamaño, peso, diseño o incluso su presentación. El estilo del futuro propietario de la pluma es también un aspecto fundamental a la hora de seleccionar una pluma. Puede ser clásica, moderna, llamativa, discreta, etc. El plumín, como se comenta en la sección siguiente, es de vital importancia y dependerá también de la finalidad de la estilográfica además de otros aspectos como la caligrafía del escribiente. Existen diferentes materiales y diferentes grosores de trazo que ayudarán a encontrar la pluma que mejor se adapte al usuario.
Otros criterios secundarios son los del tipo de colección (regular, edición especial y edición limitada y/o numerada), la relación con el usuario (en caso de que el usuario sea diferente de quien la seleccione) o el proceso de creación (artesano, industrial, mixto...) Por último, pero no menos importante, el precio, pues su rango de precio es enorme.

## El plumín

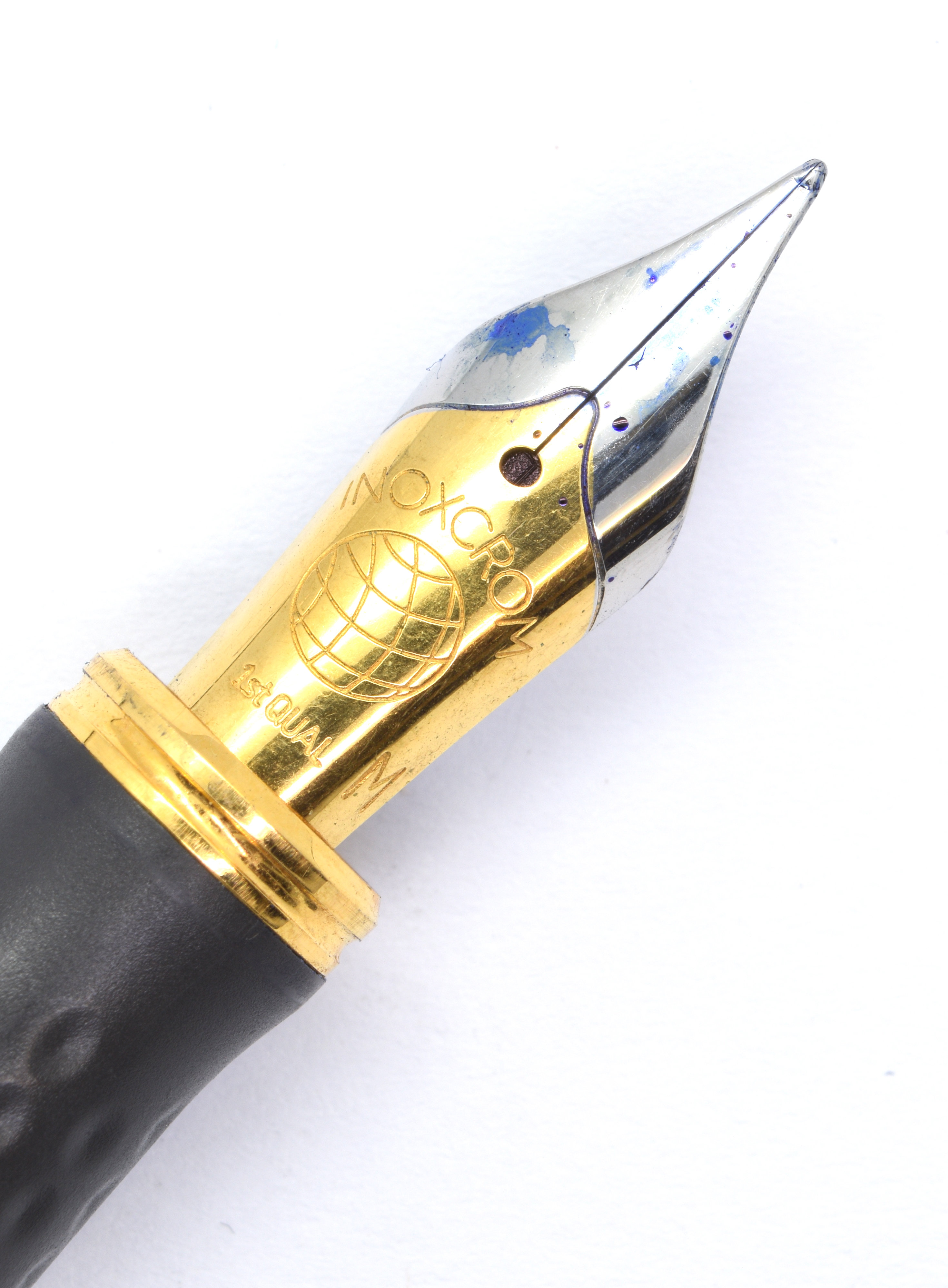
Plumín de una estilográfica Inoxcrom.

El plumín de una pluma estilográfica, también denominado plumilla, está hecho generalmente de acero inoxidable u oro. Los de oro están bañados en una aleación que suele ser de un metal del grupo del platino. Erróneamente, este material a menudo se denomina iridio, aunque raramente se utiliza este metal en las aleaciones. El plumín de acero tiene una cobertura más resistente, pues el punto del plumín se desgasta más rápidamente por la abrasión del papel.
En el centro de plumín existe un pequeño agujero, denominado respiradero, que permite el intercambio de aire por tinta en el depósito. El plumín acaba en un punto donde la tinta es transferida al papel. Las plumas anchas de caligrafía pueden tener varias hendiduras para ayudar a distribuir la tinta por todo el borde.
El plumín suele terminar en un punto redondo de varios tamaños (fino, medio, ancho), aunque también existen otras formas, como oblicuo, oblicuo reverso, itálico, etc. Aunque el ancho de la escritura depende de muchos factores (tipo de papel, presión, densidad de la tinta...) puede ser referente una relación como la que sigue:
- EF - 0,6 mm - Extrafino
- F - 0,8 mm - Fino
- M - 1,0 mm - Medio
- B - 1,2 mm - Grueso

Asimismo, hay que resaltar que, por lo general, los puntos de las marcas japonesas son algo más finos que los de las europeas. Por ejemplo, un F de una marca europea equivaldría grosso modo a un M de una japonesa. Sin embargo, no existe una referencia normalizada, cada fabricante tiene su propia escala. Además, se da la circunstancia de que una marca puede variar el ancho de un mismo punto en función del modelo. A todo ello hay que añadir que la producción de plumines está sujeta a tolerancias, por lo que plumines de un mismo punto pueden tener diferentes grosores reales de trazo. Incluso puede darse el caso de que dos puntos diferentes tengan un trazo real muy parecido. Así, si consideramos las referencias del fabricante Lamy, que declara ± 0,06 mm de tolerancia, un plumín EF —en su límite mayor, 0,42 mm— podría llegar a ser ligeramente más ancho que un F —en su límite menor, 0,40 mm—.
Las estilográficas de la primera mitad del siglo XX solían tener un plumín flexible, que satisfacía los estilos caligráficos de la época. A partir de los años 1940, las preferencias cambiaron hacia plumas más duras que permitían soportar la presión al escribir en papeles de carbón para realizar duplicados.
Como señala Enrique Lipszyc, con ella el historietista puede lograr un trazo fino y delicado, que permite hermosos efectos decorativos. Tiene la desventaja de no permitir movimientos rápidos de trazo y hay que conducirla muy suave y lentamente.

## Mecanismos de llenado

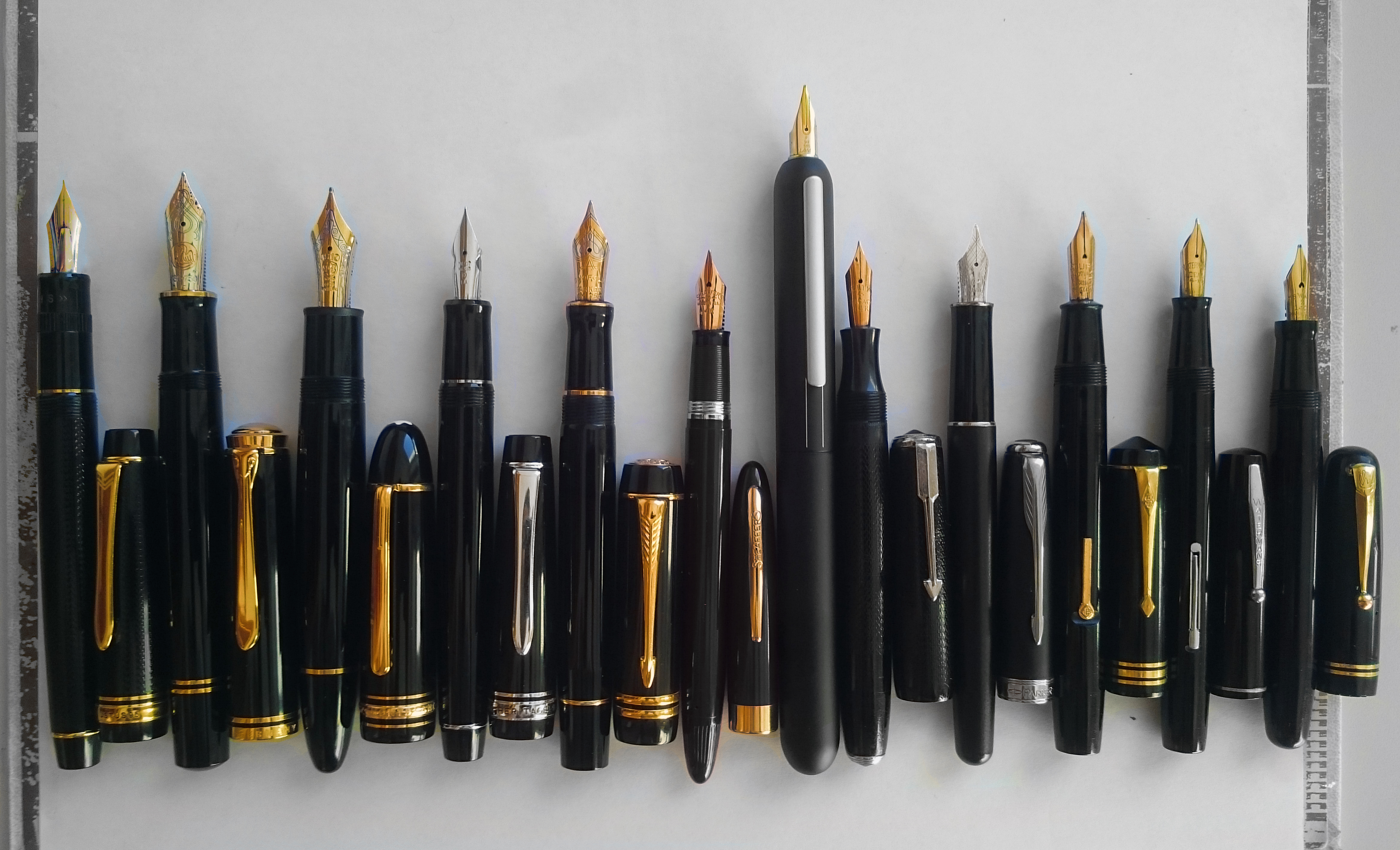
De izquierda a derecha:
1. Pilot Justus 95.
2. Pelikan Souverän M1000.
3. Montblanc Meisterstück 149.
4. Pilot Heritage 912.
5. Parker Duofold Centennial.
6. Sheaffer Snorkel Admiral.
7. Lamy Dialog 3.
8. Welty.
9. Parker Sonnet.
10. Conway Stewart 55.
11. Waterman Thorobred.
12. Mabie Todd Swan 3220.

Las primeras plumas estilográficas se llenaban con cuentagotas: el cuerpo de la pluma actuaba como depósito que se rellenaba con este procedimiento relativamente engorroso.
Después de los rellenadores por cuentagotas vino la primera generación de relleno por vacío, que usaban un depósito de goma para guardar la tinta. Por distintos mecanismos, el depósito era comprimido y luego se liberaba para absorber la tinta desde un tintero.
El sistema Media Luna (Crescent filler) de Conklin fue uno de los primeros sistemas de autorrellenado exitosos. Posteriormente aparecieron los sistemas de llenado snorkel y el touchdown de Sheaffer. Otras variantes exitosas fueron el Vacumatic de Parker o el sistema de carga por émbolo (o pistón), introducido por Pelikan en 1929, siendo este último el que ha contado con mayor éxito posterior. Actualmente, en las gamas bajas y medias predomina el sistema de carga doble que permite el uso tanto de cartuchos como de un cargador (anglicismo: convertidor), similar al cartucho en tamaño y apariencia pero con un mecanismo para el llenado (por émbolo, vacío o émbolo a tornillo) que permite su recarga desde un tintero.
Ciertos sistemas de carga se reservaban para modelos de gama alta, como el pistón o la carga por vacío, los cuales permitían aprovechar todo el cuerpo de la pluma como depósito, aumentando así la capacidad de almacenamiento. En los últimos años estas características han aparecido en modelos de entrada (sobre todo de la mano de marcas radicadas en China y otros países asiáticos: Jinhao, Moonman, TWSBI) lo que ha aumentado el rango de posibilidades de elección con independencia del precio del artículo.

## Cartuchos

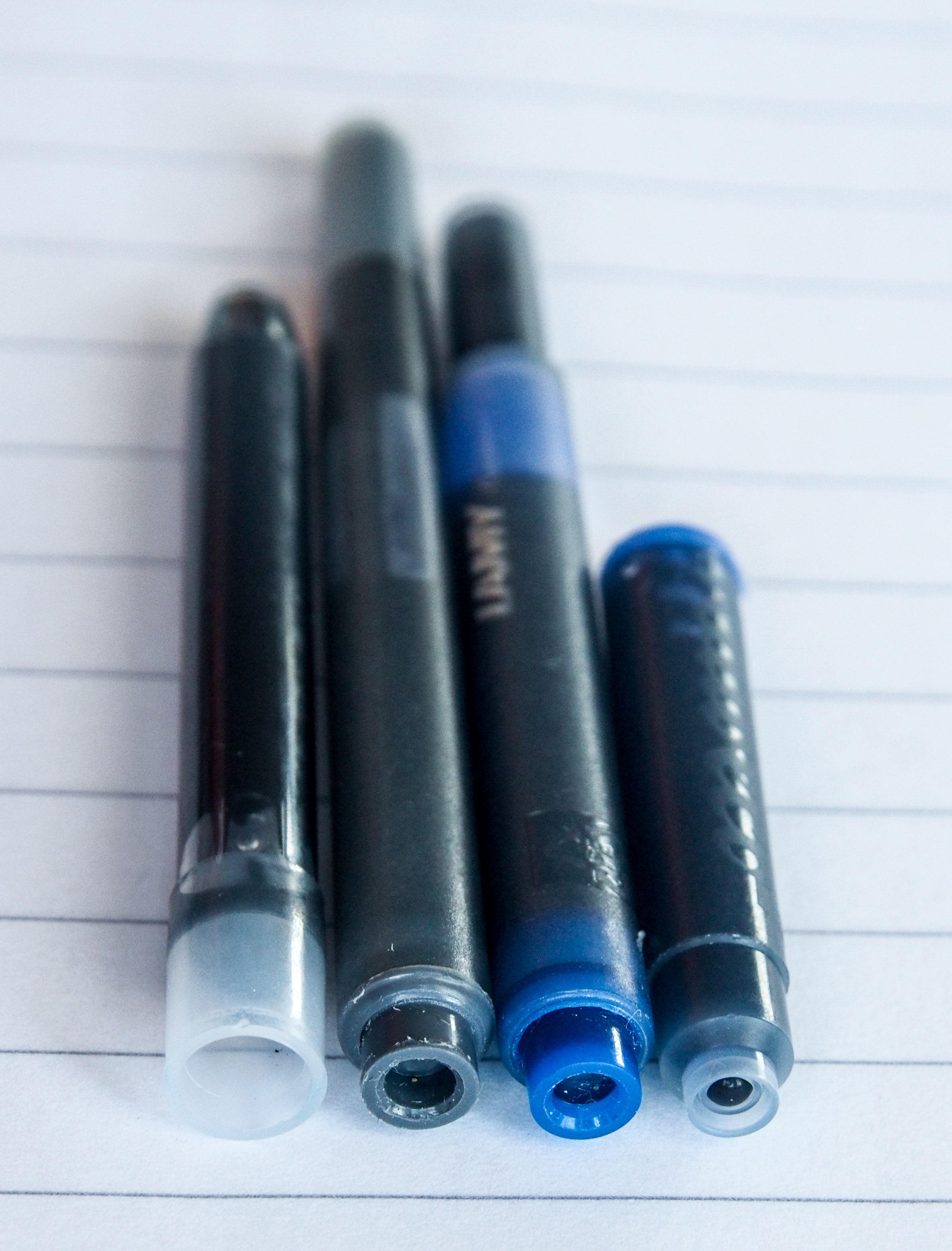
Cartuchos de tinta para pluma estilográfica (de izquierda a derecha): Pilot, Parker, Lamy y estándar internacional corto

La mayoría de las marcas de plumas estilográficas europeas, y algunas de los demás continentes, usan los llamados cartuchos internacionales (o cartuchos europeos, estándares o universales), en tamaños corto o largo, o ambos. Estos cartuchos intercambiables son de plástico y cerrados y al insertarlos en la pluma se rompe un pequeño sello por donde sale la tinta. Aunque el formato llamado europeo es dominante, muchas marcas han desarrollado sus propios cartuchos, por ejemplo: las grandes casas japonesas (Pilot-Namiki, Platinum o Sailor) ni siquiera tienen compatibilidad entre sus correspondientes cartuchos. Lo mismo puede decirse de firmas estadounidenses como Parker, Cross, Waterman o Sheaffer, todas tienen formatos de cartucho incompatibles entre sí. La mayoría de las europeas (Pelikan, Kaweco, Montblanc, Montegrappa, Faber Castell, Caran d'Ache, Inoxcrom...) usan el modelo universal; pero las plumas de fabricantes como Aurora o Lamy tienen sus propios formatos. El cartucho de Parker puede ser utilizado en las plumas Aurora, y el de Lamy puede ser usado por las Parker, aunque no al revés. Algunas compañías, en especial las japonesas, disponen de adaptadores para poder usar cartuchos de formato europeo. A pesar de la comodidad del uso del cartucho, algunos usuarios de pluma estilográfica prefieren usar un cargador para recargar su preciado instrumento desde uno de los infinitos tinteros a la venta, con la posibilidad de escoger el color que más le plazca.  
Se dice, pero es un mito, que las plumas estilográficas sufren mucho viajando en avión por la presurización. Cargadas, tienden a expulsar bruscamente la tinta durante el vuelo, posiblemente manchando la camisa del portador. En las plumas con cierre de rosca esto último es menos probable, pero es recomendable viajar en avión con la estilográfica vacía. En caso de usar cargador/convertidor, esto significa que debe viajarse, además, con tintero (que también sufre en la bodega de carga) y recargar en el momento de la llegada. En cambio, es más limpio y cómodo viajar con la pluma descargada y llevar cartuchos; al llegar se instala el cartucho y la pluma funciona con normalidad. Sin embargo, hay testimonios de usuarios que han volado cientos de veces portando plumas totalmente cargadas, que nunca han observado este comportamiento.
El cartucho europeo corto mide 38 mm y tiene una capacidad de 0,75 ml. El largo mide 72 mm con una capacidad de 1,45 ml. Estos son datos aproximados, ya que aunque se llaman cartuchos estándar, no están realmente estandarizados.
El orificio mide 3,4 mm de diámetro. 
En las estilográficas largas, generalmente es posible usar un cartucho corto y tener otro de reserva en el propio cuerpo de la pluma, detrás del que se está usando. Los cartuchos pueden ser fácilmente rellenados desde un tintero mediante el uso de una jeringa con aguja hipodérmica, ampliando así las opciones de tinta a utilizar.

## Fabricantes de plumas estilográficas en activo
| País               | Fabricantes en activo                                                                                 |
| ------------------ | --- |
| Alemania           | Faber-Castell, Kaweco, Lamy, Montblanc, Pelikan                                                       |
| Estados Unidos     | Cross, Parker, Sheaffer, Waterman, , Conklin, Monteverde                                              |
| Italia             | Aurora, Montegrappa, Visconti, Stipula, Leonardo, Santini, Maiora, Tibaldi, Armando Simoni Club (ASC) |
| Japón              | Namiki-Pilot, Sailor, Nakaya, Platinum, Eboya, Öhashidō Sendai, Taccia                                |
| Suiza              | Caran d'Ache                                                                                          |
| China              | Jinhao, Hero, Moonman                                                                                 |
| República de China | TWSBI, Cypress                                                                                        |
| Reino Unido        | Conway Stewart                                                                                        |